# Hans Fehr (Politiker)

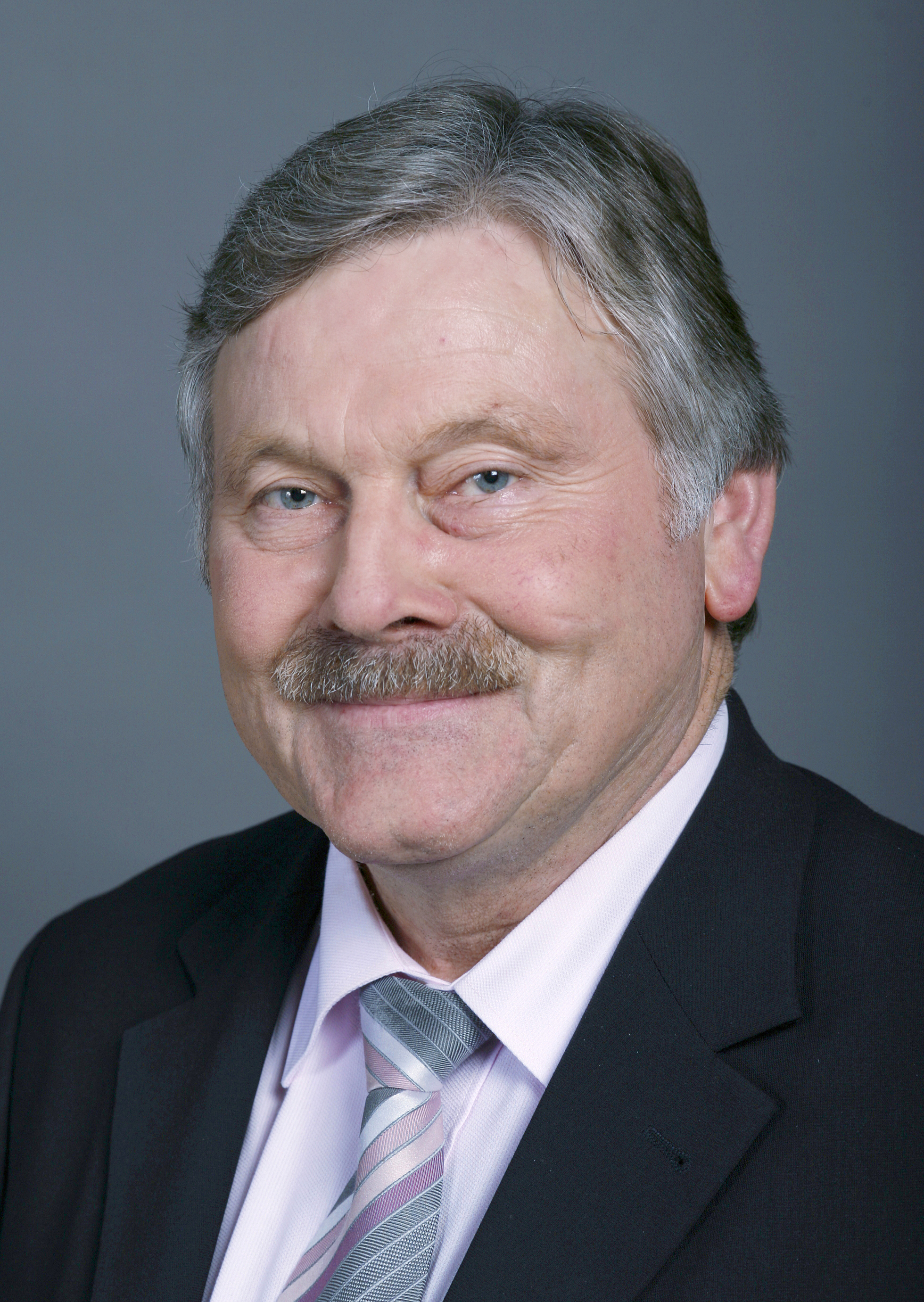
Hans Fehr (2007)

Hans Fehr (* 14. Januar 1947 in Berg am Irchel, Kanton Zürich; heimatberechtigt ebenda) ist ein Schweizer Politiker (SVP). Von 1995 bis 2015 war er Mitglied des Nationalrates.

## Biografie
Hans Fehr liess sich nach der Maturität zum Realschullehrer ausbilden und unterrichtete von 1974 bis 1984 in Flaach und Eglisau. Von 1985 bis 1998 war Fehr Geschäftsführer und Kantonalsekretär der SVP des Kantons Zürich. Von 1998 bis 2010 war er Geschäftsführer der AUNS. Er publiziert regelmässig in der rechts-konservativen Zeitung Schweizerzeit.
Seine politische Laufbahn begann Fehr als Mitglied der reformierten Kirchenpflege von Berg am Irchel (1970–1974) und Eglisau (1978–1982). Von 1982 bis 1986 sass er als Exekutivpolitiker im Gemeinderat von Eglisau. Ab 1991 vertrat Fehr die SVP im Zürcher Kantonsrat. Bei den Schweizer Parlamentswahlen 1995 wurde er in den Nationalrat gewählt und schied 1996 aus der Zürcher Legislative aus. In der Schweizer Armee war Fehr ab 1982 in höheren Funktionen tätig. Seit 2000 hat er den Offiziersrang eines Oberstleutnants inne. Bei den Eidgenössischen Wahlen 2015 wurde Fehr abgewählt und schied nach 20-jähriger Mitgliedschaft aus dem Nationalrat aus. In seiner Zeit im Nationalrat war er Mitglied in der Sicherheitspolitischen Kommission.
Hans Fehr wurde am 21. Januar 2011 auf dem Weg zur Albisgüetli-Tagung der SVP, die traditionell im Restaurant des Albisgüetli in Zürich stattfindet, von mehreren SVP-Gegnern tätlich angegriffen. Dies führte zu einer ärztlichen Untersuchung im Krankenhaus. Ein Täter konnte verhaftet werden und wurde 2012 wegen einfacher Körperverletzung zu einer bedingten Haftstrafe von sechs Monaten verurteilt. Der Mann gehört laut Angaben der Staatsanwaltschaft nicht zur autonomen Szene.
Im Dezember 2013 wurde bekannt, dass Hans Fehr und seine Ehefrau Ursula Fehr (damalige Gemeindepräsidentin Eglisau, SVP und damalige Laienrichterin) eine serbische Asylbewerberin aus dem Kosovo mutmasslich ohne Arbeitsbewilligung und ohne Zahlung von pflichtigen Sozialabgaben für Gelegenheitsarbeiten im Haushalt beschäftigt hatten. Die Frau wurde nach Angaben Fehrs in Naturalien oder in Geld in der Höhe von insgesamt ein paar hundert Franken im Jahr entschädigt. Da Hans Fehr im Bundeshaus seit Jahren ein asylpolitischer Hardliner ist, 2004 erfolglos ein generelles Arbeitsverbot für Asylsuchenende beantragte sowie seine Frau sich gegen ein Asylzentrum in Eglisau wehrte, führte dies zum Vorwurf der Doppelmoral. Das Ehepaar Fehr entschuldigte sich für ihr Versehen und werde allfällige Sozialversicherungsabgaben nachbezahlen. Im April 2014 eröffnete die Staatsanwaltschaft ein Strafverfahren gegen Hans Fehr und gegen weitere Personen wegen des Verdachts auf Verstösse gegen das Ausländer- und das AHV-Gesetz. Das Verfahren betreffend Schwarzarbeit wurde eingestellt, weil das Paar nach Ansicht der Staatsanwaltschaft nicht wusste, dass die Beschäftigung der Asylsuchenden verboten ist. Das Verfahren betreffend mutmasslich nicht bezahlter Sozialabgaben wurde eingestellt, da laut Staatsanwaltschaft die Fehrs kein Arbeitsverhältnis mit der Putzfrau eingegangen seien, es habe nur einzelne Aufträge sowie unentgeltliche Hilfeleistungen von dieser gegeben.
Er ist mit Ursula Fehr, die bis 2018 Gemeindepräsidentin von Eglisau war, verheiratet. Sie wohnen in Eglisau und haben zwei Kinder, darunter Nina Fehr Düsel, die 2023 für die SVP in den Nationalrat gewählt wurde.